# مارسيل ايميه
مارسيل ايميه (بالفرنسية: Marcel Aymé) روائي وكاتب مسرحي وقصة قصسرة فرنسي. ولد 29 مارس 1902 بجوني 1902 وتوفى بباريس يوم 14 أكتوبر 1967.
من أهم أعماله العابر عبر الجدار.

## وصلات خارجية
- مارسيل ايميه على موقع IMDb (الإنجليزية)
- مارسيل ايميه على موقع الموسوعة البريطانية (الإنجليزية)
- مارسيل ايميه على موقع مونزينجر (الألمانية)
- مارسيل ايميه على موقع ألو سيني (الفرنسية)
- مارسيل ايميه على موقع ميوزك برينز (الإنجليزية)
- مارسيل ايميه على موقع أول موفي (الإنجليزية)
- مارسيل ايميه على موقع قاعدة بيانات برودواي على الإنترنت (الإنجليزية)
- مارسيل ايميه على موقع قاعدة بيانات الأفلام السويدية (السويدية)
- مارسيل ايميه على موقع ديسكوغز (الإنجليزية)
- مارسيل ايميه على موقع قاعدة بيانات الفيلم (الإنجليزية)
- مارسيل ايميه  على قاعدة بيانات الخيال التأملي على الإنترنت